# Xã Clayton, Quận Genesee, Michigan
Xã Clayton (tiếng Anh: Clayton Township) là một xã thuộc quận Genesee, tiểu bang Michigan, Hoa Kỳ. Năm 2010, dân số của xã này là 7.581 người.